# Pierre-Alexis Pessonneaux
Pierre-Alexis Pessonneaux (Francia, 25 de noviembre de 1987) es un atleta francés, especializado en la prueba de 4 × 100 m en la que llegó a ser medallista de bronce olímpico en 2012.

## Carrera deportiva
En el Campeonato Europeo de Atletismo de 2010 ganó la medalla de oro en los relevos 4 x 100 metros, con un tiempo de 38.11 segundos, llegando a meta por delante de Italia y Alemania (bronce).
Dos años después, en los JJ. OO. de Londres 2012 ganó la medalla de bronce en los relevos 4 x 100 metros, con un tiempo de 38.16 segundos, tras Jamaica y Trinidad y Tobago, siendo sus compañeros de equipo: Jimmy Vicaut, Christophe Lemaitre y Ronald Pognon.